# Rezidență fiscală
     Fără impozit pe venit
     Impozitare teritorială
     Impozitarea bazată pe rezidență
     Impozitarea pe bază de cetățenie

Sisteme de impozitare a veniturilor personale
Fără impozit pe venit
Impozitare teritorială
Impozitarea bazată pe rezidență
Impozitarea pe bază de cetățenie

Rezidența fiscală reprezintă statutul juridic al unei persoane fizice sau juridice într-o anumită jurisdicție, utilizat pentru a determinat obligațiile fiscale. În funcție de statutul de rezident fiscal, o persoană sau o companie poate fi supusă impozitării pe veniturile globale sau doar pe veniturile obținute într-o anumită țară.

## Criterii generale pentru rezidența fiscală
Rezidența fiscală este determinată, în general, pe baza următoarelor elemente:
- Prezența fizică: Majoritatea țărilor consideră o persoană rezident fiscal dacă petrece un număr minim de zile (de obicei 183) în acea jurisdicție într-un an.

- Domiciliul sau locuința permanentă: Dacă o persoană are o locuință stabilă într-o țară, aceasta poate constitui un criteriu de rezidență fiscală.
- Centrul intereselor vitale: Legături economice, familiale sau sociale puternice cu o anumită țară. [1][2][3]

## Rezidență fiscală în diferite țări

### România
Elementele care sunt luate în considerare pentru stabilirea rezidenței sunt:
- Domiciliul sau locuința permanentă în România.
- Centrul intereselor vitale amplasat în România.
- Prezența fizică de peste 183 de zile într-un interval de 12 luni.

Elementele suplimentare care pot influența stabilirea rezidenței includ deținerea unui autovehicul înregistrat în România, permis de conducere emis în România sau asigurări sociale active în țară.
România a încheiat convenții pentru evitarea dublei impuneri cu 87 de țari. Dacă o persoană nerezidentă nu poate dovedi rezidența într-un alt stat cu care România are o convenție de evitare a dublei impuneri, aceasta poate fi considerată rezidentă fiscal în România și supusă impozitării pe venitul global.

### Spania
În Spania, o persoană este considerată rezident fiscal dacă:
- Petrece mai mult de 183 de zile pe an pe teritoriul spaniol.
- Are centrul intereselor economice în Spania.
- Soțul/soția și copiii minori sunt rezidenți în Spania.

Companiile sunt considerate rezidente fiscal dacă:
- Sunt înființate conform legislației spaniole.
- Au sediul social sau conducerea efectivă în Spania.

În cazul Spaniei, rezidența fiscală este stabilită pentru un an calendaristic complet, iar verificarea statutului se face anual.

### Liechtenstein
În Liechtenstein, toți rezidenții înregistrați sunt considerați a fi rezidenți fiscali și, prin urmare, sunt impozitați acolo pentru întregul lor venit și avere la nivel mondial.

### Elveția
În Elveția, rezidenții fiscali sunt impozitați pe veniturile și averea globală, cu excepția veniturilor și averii provenite din afaceri sau proprietăți imobiliare din străinătate sau în cazurile în care tratatele fiscale aplicabile previn dubla impozitare. Rezidența fiscală poate fi stabilită dacă o persoană stă în Elveția timp de 30 de zile sau timp de 90 de zile dacă nu lucrează. Sistemul de impozitare combină nivelurile federal, cantonal și local, fiind progresiv sau proporțional, în funcție de jurisdicție. Venitul impozabil include toate sursele de câștig, fără deducerea pierderilor, și poate cuprinde chiar valoarea chiriei locuinței ocupate de proprietar.
Impozitul pe venit este aplicat ca un impozit reținut la sursă pentru lucrătorii străini fără permis de rezidență și sub formă de impozit cu reținere la sursă pentru anumite persoane tranzitorii, cum ar fi muzicienii străini care susțin spectacole în Elveția.
Străinii care nu lucrează, dar care sunt rezidenți în Elveția, pot alege să plătească un impozit forfetar în locul impozitului pe venit. Acest impozit este mai mic decât cel obișnuit și este calculat nominal pe baza cheltuielilor de trai ale contribuabilului, dar unele cantoane folosesc de cinci ori valoarae chiriei plătite de contribuabil ca bază pentru impozitarea forfetară. Această opțiune atrage mulți străini bogați să locuiască în Elveția și contribuie la statutul acesteia de paradis fiscal.

### Germania
În Germania, rezidenții fiscali sunt impozitați pe venitul global, iar nerezidenții doar pe veniturile din surse germane. O persoană devine rezident fiscal dacă locuiește în Germania peste șase luni într-un an calendaristic sau consecutiv pe doi ani, ori dacă dobândește o locuință în Germania pentru uz non-temporar.
Veniturile din salarii și beneficii realizate în Germania sunt considerate surse germane, dar dividendele pot fi considerate din surse externe, dacă nu implică un sediu permanent în Germania.

### Rusia
În Rusia, toate persoanele fizice rezidente fiscal sunt impozitate pe venitul lor global, indiferent de sursă. O persoană este considerată rezident fiscal dacă este prezentă fizic în Rusia mai mult de 183 de zile într-o perioadă consecutivă de 12 luni. Perioada de prezență în Rusia nu este întreruptă dacă persoana părăsește țara pentru mai puțin de șase luni în scopuri educaționale sau pentru tratament medical. Funcționarii publici și civili străini trimiși în străinătate în scop de serviciu sunt considerați rezidenți fiscali, indiferent de cât timp sunt efectiv prezenți în Rusia.

## Determinarea rezidenței pentru evitarea dublei impuneri
Conflictele de dublă rezidență apar atunci când o persoană este considerată rezident fiscal în mai multe state. Acestea se soluționează prin convențiile de evitare a dublei impuneri, aplicând reguli de departajare („tie-breaker rules”) în ordine strictă:
1. țara în care are o locuință permanentă (proprietate, chirie, atribuit)
2. țara în care se află centrul intereselor economice (patrimoniu, venituri, pensii) și personale (familie, prieteni, colegi)
3. țara în care rezidează legal mai mult de 183 zile pe an
4. țara de naționalitate juridică
5. dacă niciun criteriu nu se aplică exclusiv, statele negociază pentru a stabili rezidența.